# Rosa Orozco
Rosa Orozco es una activista venezolana. Es cofundadora de la organización de derechos humanos Justicia, Encuentro y Perdón (JEP).

## Carrera
Después de que su hija, Geraldin Moreno, fuese asesinada durante las protestas en Venezuela de 2014, fundó la organización de derechos humanos Justicia, Encuentro y Perdón (JEP) junto a la abogada Martha Tineo. La ONG atiende violaciones a los derechos humanos, particularmente las detenciones arbitrarias y las ejecuciones extrajudiciales en el contexto de manifestaciones pacíficas.